# Play What You Feel
| Recensione | Giudizio |
| ---------- | -------- |
| AllMusic   | [ 1 ]    |

Play What You Feel è un CD Live a nome della Clifford Jordan Big Band, pubblicato dall'etichetta discografica Mapleshade Productions Records nel giugno del 1997.

## Tracce
1. Third Avenue – 9:31 (Clifford Jordan) – Arrangiamento: Dizzy Reece
2. Angelica – 10:40 (Duke Ellington) – Arrangiamento: Charles Davis
3. Old Bo – 5:17 (Clifford Jordan) – Arrangiamento: Clifford Jordan
4. I Waited for You – 6:22 (Gil Fuller, Dizzy Gillespie) – Arrangiamento: John Neely
5. Introduction to Evidence – 0:31
6. Evidence – 7:24 (Thelonious Monk) – Arrangiamento: Dizzy Reece
7. I'll Be Around – 5:24 (Alec Wilder) – Arrangiamento: Clifford Jordan
8. Bearcat – 6:14 (Clifford Jordan) – Arrangiamento: Julian Priester
9. Down Through the Years – 7:17 (Clifford Jordan) – Arrangiamento: Don Sickler
10. Charlie Parker's Last Supper – 6:55 (Clifford Jordan) – Arrangiamento: Clifford Jordan
11. Don't Get Around Much Anymore – 3:30 (Bob Russell, Duke Ellington)
12. Band Roster – 0:44

## Musicisti
- Clifford Jordan – sassofono tenore
- Junior Cook – sassofono tenore
- Lou Orensteen – sassofono tenore
- Willie Williams – sassofono tenore
- Charles Davis – sassofono alto
- John Jenkins – sassofono alto
- Robert Eldridge – sassofono baritono
- Joe Gardner – tromba
- Dean Pratt – tromba
- Dizzy Reece – tromba
- Don Sickler – tromba
- Benny Powell – trombone
- Kiane Zawadi – trombone, euphonium
- Ronnie Mathews – pianoforte
- Ed Howard – contrabbasso
- Tommy Campbell – batteria